# Ivanhoe (Minnesota)
Ivanhoe è una località degli Stati Uniti d'America, capoluogo della contea di Lincoln, nello Stato del Minnesota.